# Pterolophia rufipennis
Pterolophia rufipennis là một loài bọ cánh cứng trong họ Cerambycidae.